# 康原
康原（英語：John Kamm，音譯：約翰·卡姆）是一名美國商人和人權運動家。他是對話基金會的創始人，該基金會是一個非營利人道主義組織，旨在透過與中國進行知情、相互尊重的對話來促進普遍人權。他曾幫助過400多名中國政治犯和宗教犯。
自1990年5月首次代表一名中國囚犯進行干預以來，康原已前往中國100多次，與中國政府就人權問題進行對話，重點關注囚犯待遇和監獄條件。他曾10次訪問中國監獄，並要求提供1,000多名囚犯的資訊。蒂娜·羅森伯格（Tina Rosenberg）在為《紐約時報星期日雜誌》撰寫的一篇關於康原的文章中寫道：「包括國務院在內，世界上沒有其他人或組織幫助過更多的中國囚犯。」

## 背景
康原於1972年獲得普林斯頓大學學士學位，1975年獲得哈佛大學碩士學位。他曾擔任美中貿易全國委員會駐香港記者和代表（1975年—1979年），以及香港美國商會副會長（1989年）和會長（1990年）。康原也負責管理西方化學公司在中國和東亞的業務運作（1981年—1991年）。

### 香港商會
康原沒有人權方面的背景，但作為香港美國商會的副會長，他首次採取積極行動，說服商會大多數成員通過一項決議，譴責中國鎮壓1989年天安門廣場抗議活動。儘管許多人強烈反對，認為商會應避免發表政治聲明，但康原的倡議還是獲得了成功。
隔年，擔任商會會長，康原向中國政府施壓，要求釋放因參與天安門廣場抗議活動而被監禁的人員。他也主張延長中國的最惠國貿易地位，認為與中國接觸比制裁更能有效改善政治犯的處境

### 宣傳工作
1991年至1994年，即美國總統比爾·柯林頓無條件延長中國最惠國貿易地位的那一年，康原開始全職從事宣傳工作。他經常前往中國，提出數百名囚犯的名字，並從中國政府得到其中一半以上囚犯的口頭訊息。1995年，中國國務院新聞辦公室和司法部同意每季接收康原提供的多達25人的囚犯名單，並開始就許多案件提供書面答覆。
在隨後的幾年裡，中國政府與康原合作的意願隨著中美關係的變化而起伏。儘管不時遇到障礙，康原仍繼續前往北京，提交囚犯名單。儘管1999年上半年中美關係緊張，康原仍於1999年4月實施成立對話基金會的計劃，並擔任首任主席和執行董事。
康原的工作使中國的許多政治犯和宗教犯獲得減刑、假釋、提前釋放等形式的寬大處理，並在獄中獲得更好的待遇。瑪麗·盧維爾拍攝的紀錄片《拉薩之囚》（Prisoner in Lhasa）就以藏族尼姑阿旺桑卓為主角，介紹康原的干預所帶來的好處。該片記錄了康原的工作如何幫助阿旺桑卓獲釋。
如今，康原繼續在美國、歐洲和中國各地與政府官員、法律專家和學者會面，討論的問題包括政治和宗教被拘留者、少年司法改革、獄中婦女和《曼谷規則》（《女性囚犯待遇和女性罪犯非拘禁措施規則》）的實施，以及死刑和刑事司法改革。他也經常參加世界各地學術、政府和非政府機構主辦的會談、論壇、理事會和圓桌會議。他曾多次在美國國會作證，例如2011年11月3日在美國眾議院外交委員會作證。

## 榮譽
1997年，柯林頓總統授予康原商務部最佳全球實踐獎；2001年，美國總統喬治·沃克·布希授予康原埃莉諾·羅斯福人權獎。2004年，康原成為第一位獲得麥克阿瑟獎的商人。

## 對話基金會
康原是對話基金會的創始人和執行董事。對話基金會成立於1999年，是一家非營利人道主義組織，致力於透過充分知情、相互尊重的對話來改善中美兩國的人權狀況。對話基金會總部設在舊金山，並在香港設有辦事處。對話基金會為因非暴力表達言論自由和結社自由權利而被關押在中國的囚犯尋求寬大處理和更好的待遇。該組織擁有一個政治犯資料庫，其中包含35,000多名政治犯和宗教犯的信息，並倡導在刑事和少年司法、獄中婦女和死刑領域進行系統改革。

## 外部連結
- 對話基金會 （页面存档备份，存于）
- NPR profile of John Kamm by Frank Langfitt